# Crypsityla micacealata
Crypsityla micacealata är en fjärilsart som beskrevs av Walker 1861. Crypsityla micacealata ingår i släktet Crypsityla och familjen mätare. Inga underarter finns listade i Catalogue of Life.